# نائومی اوساکا
نائومی اوساکا (انگلیسی: Naomi Osaka؛ زادهٔ ۱۶ اکتبر ۱۹۹۷) تنیس‌باز اهل ژاپن است.
وی موفق شد در فینال اوپن ۲۰۱۸ آمریکا با غلبه بر سرنا ویلیامز با نتایج ۴–۶ و ۲–۶ برنده اولین گرنداسلم زندگی ورزشی خویش شود.
وی اولین تنیس‌باز زن ژاپنی است که به فینال یک گرنداسلم می‌رسد و اولین تنیس‌باز تاریخ کشورش است که قهرمان گرند اسلم شده‌است.
اوساکا در ژاپن از پدری هائیتی و مادری ژاپنی متولد شد، از سه سالگی در ایالات متحده زندگی و آموزش دیده‌است. او در شانزده سالگی وقتی که قهرمان سابق اوپن ایالات متحده سامانتا استوسور را در اولین تور WTA Tour خود در ۲۰۱۴ استنفورد کلاسیک شکست داد، به شهرت رسید. دو سال بعد، او به اولین فینال WTA خود در Open Pacific Open 2016 ژاپن رسید تا وارد لیست ۵۰ بازیکن برتر WTA شود. اوساکا  در سال ۲۰۱۸ هنگامی که اولین عنوان WTA خود را در مسابقات قهرمانی هندوستان ولز کسب کرد، توانست به موفقیت در سطح بالای تنیس زنان برسد. در اواخر سال، وی در فینال مسابقات Open US یونایتد قهرمان ۲۳ بار تک نفره گرند اسلم، سرنا ویلیامز را شکست داد و به اولین بازیکن ژاپنی تبدیل شد که عنوان انفرادی گرند اسلم را از آن خود کرد. از ۲۰۱۸ تا ۲۰۲۰، وی در سه سال متوالی قهرمانی گرند اسلم تک نفره را از آن خود کرده‌است.
مشعل بازی‌های المپیک تابستانی ۲۰۲۰ توسط او روشن شد.

## زندگی‌نامه
نائومی اوساکا  در ۱۶ اکتبر ۱۹۹۷ در Chūō-ku , Osaka در ژاپن از تاماکی اوساکا و لئونارد فرانسوا متولد شد. مادر وی اهل هوکایدو ژاپن و پدرش اهل Jacmel در هائیتی است. او یک خواهر بزرگتر به نام ماری دارد که او هم یک تنیس باز حرفه ای است. مطابق قانون ژاپن فرزندان دارای یک پدر یا مادر خارجی ملزم هستند نام خانوادگی پدر یا مادر ژاپنی خود را برای ثبت در koseki یا ثبت نام خانوادگی، به دو دختر اعطا کنند. والدین اوساکا  هنگامی که پدرش از هوکایدو دیدار می‌کرد هنگامی که وی دانشجوی دانشگاه در نیویورک بود، با یکدیگر آشنا شدند.
وقتی اوساکا  سه ساله بود، خانواده اش از ژاپن به دره استریم، نیویورک در لانگ آیلند نقل مکان کردند تا با پدر و مادر پدرش زندگی کنند. پدر اوساکا  با تماشای مسابقه خواهران ویلیامز در اوپن فرانسه ۱۹۹۹ الهام گرفته شد که به دخترانش نحوه تنیس بازی بدهد. او که تجربه کمی به عنوان یک تنیس بازداشت، سعی در الگوبرداری از چگونگی آموزش ریچارد ویلیامز به دخترانش داشت که با وجود اینکه هرگز در این ورزش بازی نکرده‌اند، به دو بازیکن برتر جهان تبدیل شوند. فرانسوا اظهار داشت که «طرح اولیه از قبل وجود داشت. من فقط باید آن را دنبال می‌کردم»، با توجه به برنامه‌ریزی دقیق ریچارد برای دخترانش. او پس از اقامت در ایالات متحده، مربیگری نائومی و ماری را آغاز کرد. در سال ۲۰۰۶، خانواده اوساکا  هنگامی که نائومی هشت یا نه ساله بود به فلوریدا نقل مکان کردند تا فرصت‌های بهتری برای آموزش داشته باشند. نائومی در زمینهای تنیس  عمومی Pembroke Pines تمرین می‌کرد. هنگامی که او ۱۵ ساله بود، او با آکادمی ISP با پاتریک Tauma شروع به کار کرد. در سال ۲۰۱۴، او به آکادمی تنیس هارولد سلیمان نقل مکان کرد. وی بعداً در آکادمی تنیس ProWorld آموزش دید.
اگرچه اوساکا  در ایالات متحده بزرگ شد، والدین او تصمیم گرفتند که دخترانشان نماینده ژاپن باشند. آنها گفتند: «ما تصمیم گرفتیم که نائومی در سنین کودکی ژاپن را نمایندگی دهد. او در اوساکا  متولد شد و در خانواده ای از فرهنگ ژاپنی و هائیتی بزرگ شد. بسیار ساده، نائومی و خواهرش ماری همیشه ژاپنی را احساس کرده‌اند به طوری که تنها دلیل منطقی ما بود. این هیچ وقت تصمیمی با انگیزه مالی نبوده و هرگز تحت تأثیر هیچ فدراسیون ملی قرار نگرفته‌ایم.» این تصمیم همچنین ممکن است ناشی از عدم علاقه اتحادیه تنیس ایالات متحده (USTA) باشد نائومی هنوز یک بازیکن جوان بود. بعداً USTA در ۱۶ سالگی به نائومی این فرصت را داد تا در مرکز آموزش ملی آنها در بوکا راتون آموزش ببیند، اما او این کار را رد کرد.

## حمایت‌های مالی
اوساکا  یکی از پربازدیدترین ورزشکاران در جهان است. وی در سال ۲۰۱۹ حدود ۱۶ میلیون دلار درآمد فقط از تبلیغات کسب کرده‌است، که پس از سرنا ویلیامز که ۲۵ میلیون دلار درآمد کسب کرده‌است، مقام دوم او را در میان تمام ورزشکاران زن قرار داده‌است. سال بعد، او با درآمد ۳۷٫۴ میلیون دلار در مجموع، از جمله ۳۴ میلیون دلار تبلیغات، پردرآمدترین ورزشکار زن در تمام ادوار شد. به‌طور کلی، وی ۲۹ امین ورزشکار پردرآمد در سال ۲۰۲۰ و هشتمین ورزشکار پردرآمد در تبلیغات بود.
اوساکا  از سال ۲۰۱۶ توسط شرکت مدیریت IMG نمایندگی شده‌است. تولیدکننده تجهیزات ورزشی ژاپنی Yonex از سال ۲۰۰۸ راکت مورد نیاز وی را تهیه کرده‌است. [۱۱۸] او با راکت Yonex Ezone 98، مجهز به سیم‌های Polytour Pro 125 و Rexis 130 بازی می‌کند. نایک از سال ۲۰۱۹ اسپانسر پوشاک او شده‌است. او قبلاً به مدت چهار سال توسط آدیداس حمایت مالی شده بود.
اوساکا  یک سفیر برند در تولیدکننده خودروی ژاپنی نیسان و تولیدکننده الکترونیک ژاپنی Citizen Watch است. وی همچنین چندین شرکت ژاپنی دیگر از جمله تولیدکننده رشته فرنگی Nissin Foods، تولیدکننده لوازم آرایشی Shiseido، ایستگاه پخش Wowow و شرکت هواپیمایی All Nippon Airways (ANA) را تبلیغ می‌کند.

## زندگی شخصی
اوساکا  دارای یک نژاد چند قومی است، پدرش در هائیتی متولد شده و مادرش از ژاپن است. او گفته‌است، «پدر من از هائیتی است، بنابراین من در یک خانواده هائیتی در نیویورک بزرگ شدم. من با مادربزرگم زندگی می‌کردم؛ و مادر من ژاپنی است و من با فرهنگ ژاپنی نیز بزرگ شده‌ام؛ و اگر شما می‌گویید آمریکایی هستم، چون من در آمریکا زندگی می‌کردم، بله، من آمریکایی نیز هستم.» اوساکا  تصمیم گرفت در سال ۲۰۱۹ از تابعیت ایالات متحده خود چشم پوشی کند تا بتواند نماینده ژاپن در بازی‌های المپیک ۲۰۲۰ توکیو و همچنین مطابق با قانون ملیت ژاپن باشد که طبق آن شهروندان دو تابعیتی باید تابعیت را تا ۲۲ سالگی انتخاب کنند. اوساکا  می‌تواند ژاپنی را بفهمد، اما صحبت کردن با این زبان خیلی مطمئن نیست. وی گفته‌است، «من می‌توانم ژاپنی را بیش از آنچه که صحبت می‌کنم بفهمم.» در کنفرانس‌های مطبوعاتی، اوساکا  می‌تواند سؤالات را به زبان ژاپنی بشنود اما به‌طور معمول به آنها به انگلیسی پاسخ می‌دهد.
پیشینه اوساکا  به ویژه با توجه به اینکه وی نماینده ژاپن است، کشوری که خود را بسیار نژادی همگن می‌داند، غیر معمول است. در ژاپن از او به عنوان hāfu یاد می‌شود، به این معنی که او نیمه ژاپنی است. پدربزرگ و مادربزرگ ژاپنی او در ابتدا رابطه والدینش را قبول نمی‌کردند. این امر باعث شد که والدین وی از هوکایدو به شهر اوساکا نقل مکان کنند، جایی که او و خواهرش متولد شدند. در نتیجه، مادرش نزدیک به ۱۵ سال هیچ ارتباطی با خانواده اش نداشت و اوساکا  تا ۱۱ سالگی فرصتی برای بازگشت به ژاپن پیدا نکرد و پدربزرگ و مادربزرگش در ابتدا از پدر و مادرش برای ساختن زندگی دخترانشان در اطراف تنیس حمایت نکردند. با این حال، آنها بعداً به دنبال ناراحتی غیرمنتظره از سام استوسور در اولین تور WTA خود، از اوساکا  به عنوان یک تنیسور حمایت کردند. آن‌ها همچنین به ویژه به خاطر قهرمانی در Open US 2018 به او افتخار می‌کردند.
اوساکا  در اوایل حضور در تور WTA شخصیتی خجالتی و محفوظ داشت. مربی سابق او ساسا باجین در ابتدا با شخصیت او گیج شده بود و گفت: «من فکر کردم او کمی بیشتر یک دیو است زیرا زیاد حرف نمی‌زد. او واقعاً به چشمان کسی نگاه نمی‌کند، اما این فقط به این دلیل است که همیشه خیلی خجالتی است … آن زمان من نمی‌دانستم چه دلیلی دارد.» اوساکا  نیز بسیار صریح است و به عنوان یک شوخ‌طبع خشک به حساب می‌آید. او در طی سخنرانی پیروزی خود در سال ۲۰۱۸ ایندیان ولز، با گفتن «سلام، سلام … من نائوم هستم … آه هرگز مهم نیست» شروع کرد و بعداً متذکر شد، «این احتمالاً بدترین سخنرانی قبولی در تمام دوران خواهد بود» پس از نگرانی در مورد فراموش کردن اینکه چه کسی را تشکر کند، و به نظر می‌رسد تقریباً فراموش کند که از حریف خود داریا کساتکینا و همچنین یکی از حامیان مالی او یونکس تشکر کند. او از آن زمان تلاش کرده‌است تا بر خجالتی بودن خود غلبه کند.